# Knud Hansen (fodboldspiller)
 For alternative betydninger, se Knud Hansen. (Se også artikler, som begynder med Knud Hansen)
Knud Hansen var en dansk fodboldspiller.
Han blev udtaget til det danske landshold, der vandt sølvmedalje ved OL 1908. Selvom han var udtaget til landsholdet, spillede han ikke nogen kampe på holdet. Han spillede klubfodbold i Boldklubben Olympia.